# Йозич, Мирко
Ми́рко Йо́зич (хорв. Mirko Jozić; род. 8 апреля 1940 в городе Триль неподалёку от Сплита) — хорватский футболист, ныне — тренер.

## Биография
В молодости выступал за небольшие югославские команды — «Текстилац» (Дервента), «Сплит», «Белишце» и «Юнак» (Синь).
В качестве тренера он привёл молодёжную сборную Югославии к победе на Молодёжном чемпионате мира в 1987 году, проходившем в Чили. В составе той команды до 21 года были такие звёзды мирового футбола, как Предраг Миятович, Роберт Просинечки, Звонимир Бобан, Давор Шукер, Игор Штимац и Роберт Ярни. Большая часть этих футболистов дойдёт в 1998 году до полуфинала чемпионата мира уже с основной сборной Хорватии.
В 1989—1993 годах Йозич тренировал чилийский клуб «Коло-Коло» и привёл его к высшему успеху для всех чилийских команд — к победе в Кубке Либертадорес в 1991 году. Это единственная победа чилийского клуба в подобном турнире по сей день. Примечательно, что в матче за Межконтинентальный Кубок «Коло-Коло» уступил команде из Югославии — «Црвене Звезде».
В 2002 году Йозич возглавлял сборную Хорватии на чемпионате мира в Японии и Корее.